# Демонстрация контролируемого удара
Демонстрация контролируемого удара (также известна как «Крушение в пустыне») — совместный проект НАСА и Федеральной администрации по авиации США (FAA) по управляемому крушению самолёта Боинг-720.

## История
Крушение было главным испытанием совместной программы, которую проводили Национальная аэрокосмическая администрация и Федеральная администрация по авиации США. Целью было приобретение, демонстрация и утверждение новых технологий, позволяющих уменьшить риск гибели и увечий пассажиров в авиакатастрофах. Планировалась преднамеренно жёсткая посадка крупного четырёхдвигательного самолёта на дистанционном управлении. Программа проводилась в принадлежащем НАСА исследовательском центре Эймс-Драйден в Эдвардсе, штат Калифорния, и была завершена в 1984 году. Предполагалось продемонстрировать уменьшение силы возникающего после катастрофы пожара при помощи использования специального топлива, получить структуризированные данные крушения, и показать эффективность новых структурных систем салона.
Тест показал, что использование нераспыляющегося керосина почти не снижает интенсивности пожара, а также указал на необходимость ряда изменений в оборудовании пассажирского салона. НАСА установила, что использование индикатора прямой видимости и микроволновых систем посадки поможет в управлении летательными аппаратами. По заключению ФАА, после такой аварии выжила бы примерно четверть пассажиров.

## Дополнительные фотографии и видео

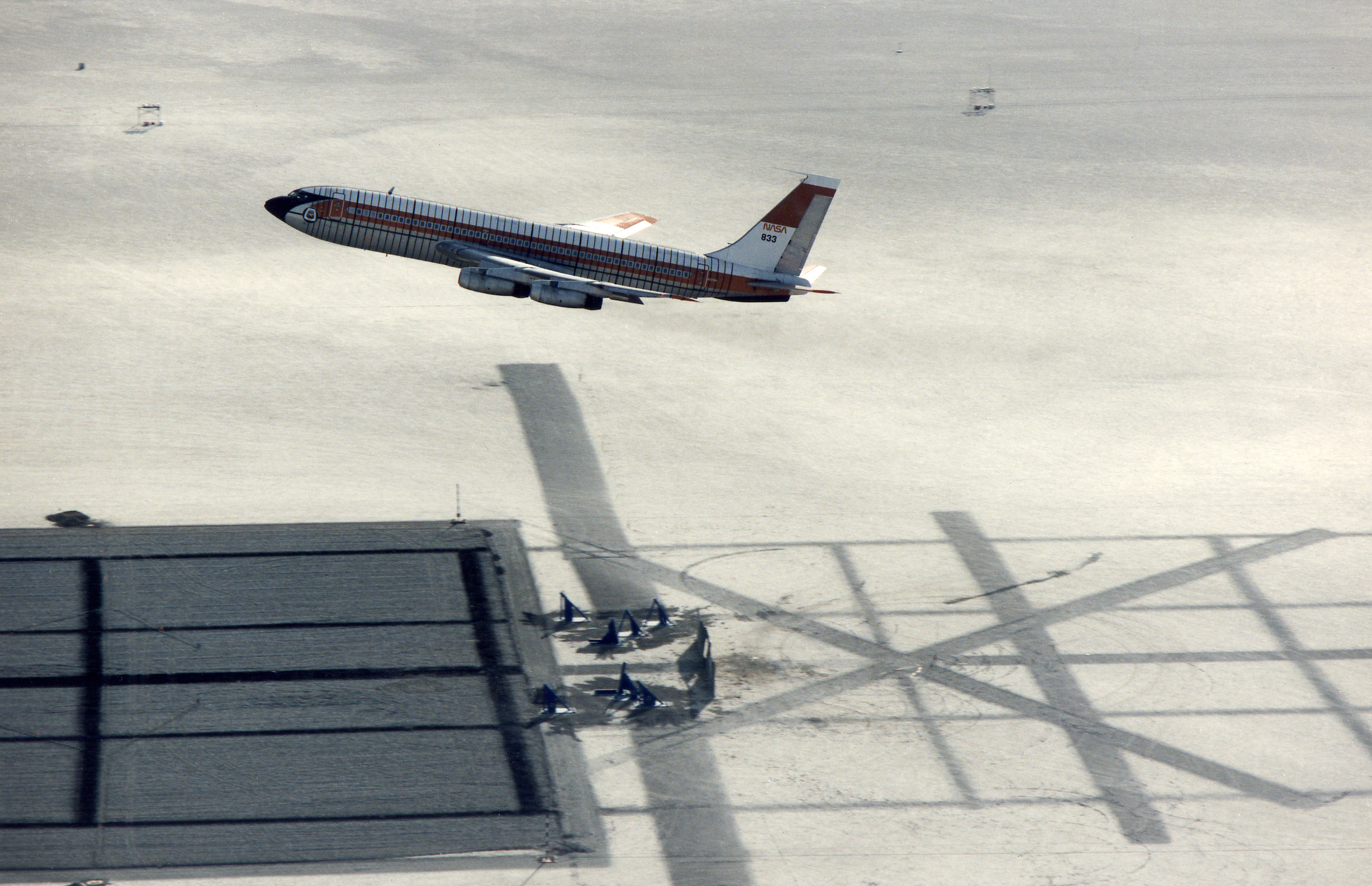
Тестовый заход
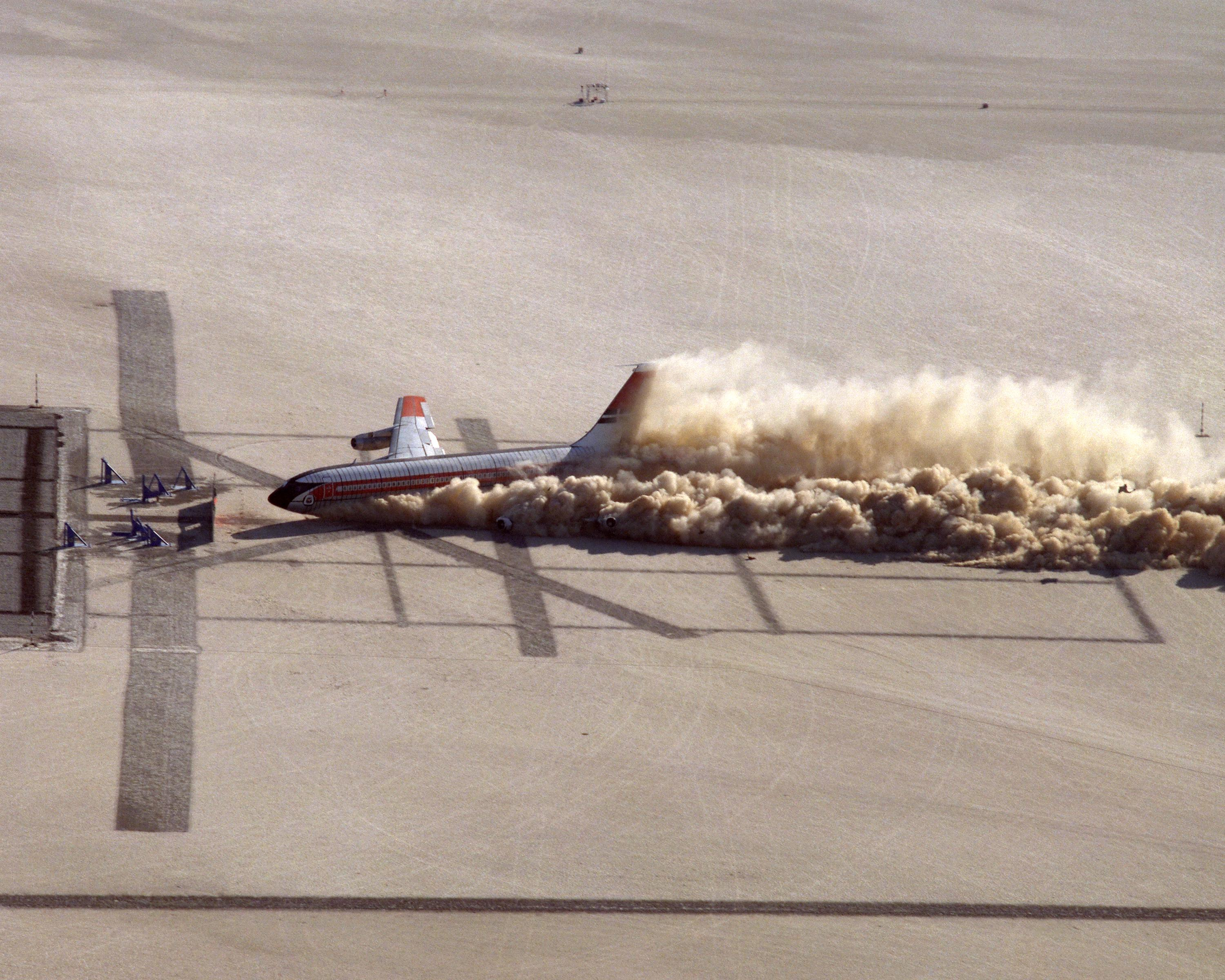
Перед ударом
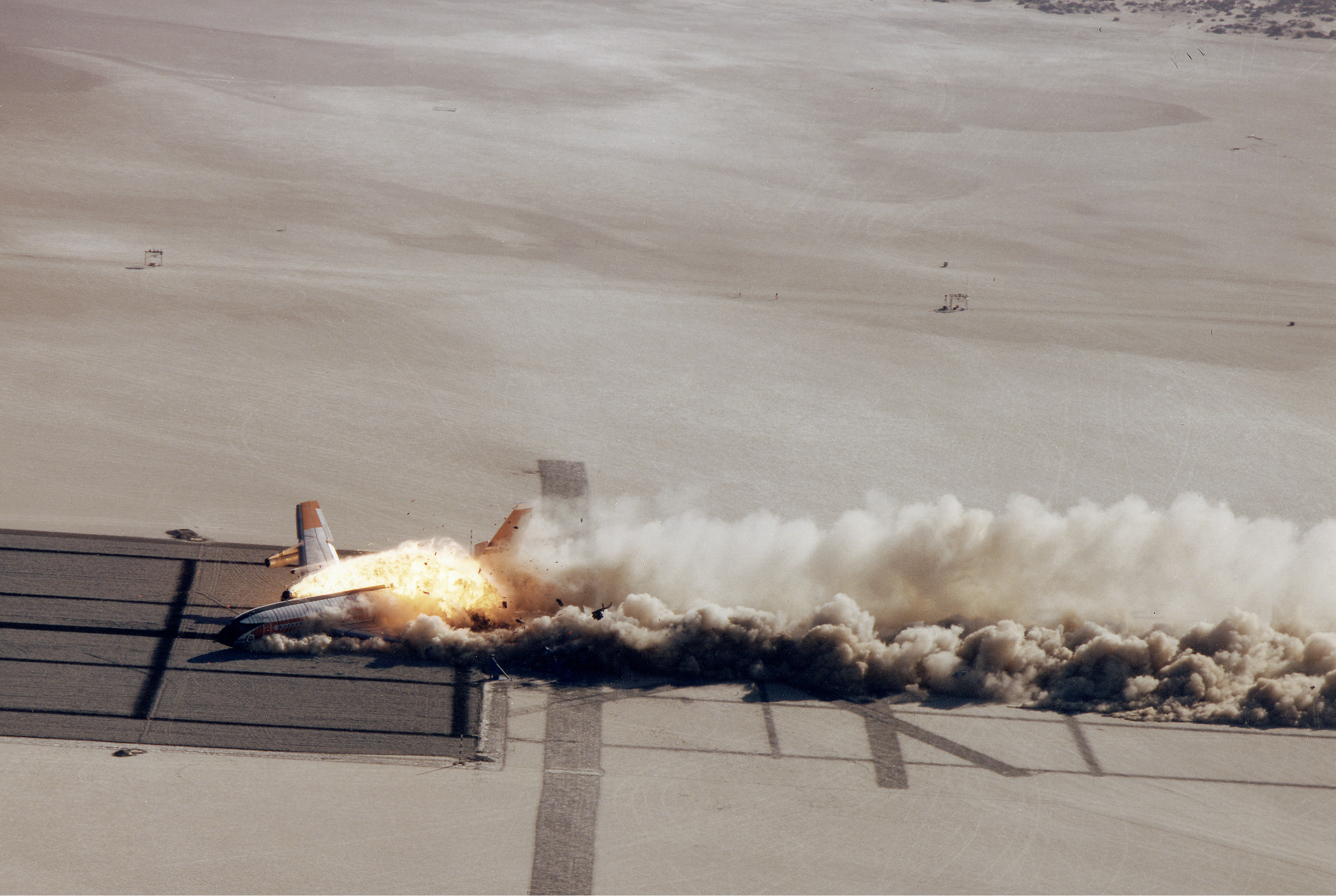
после удара 1
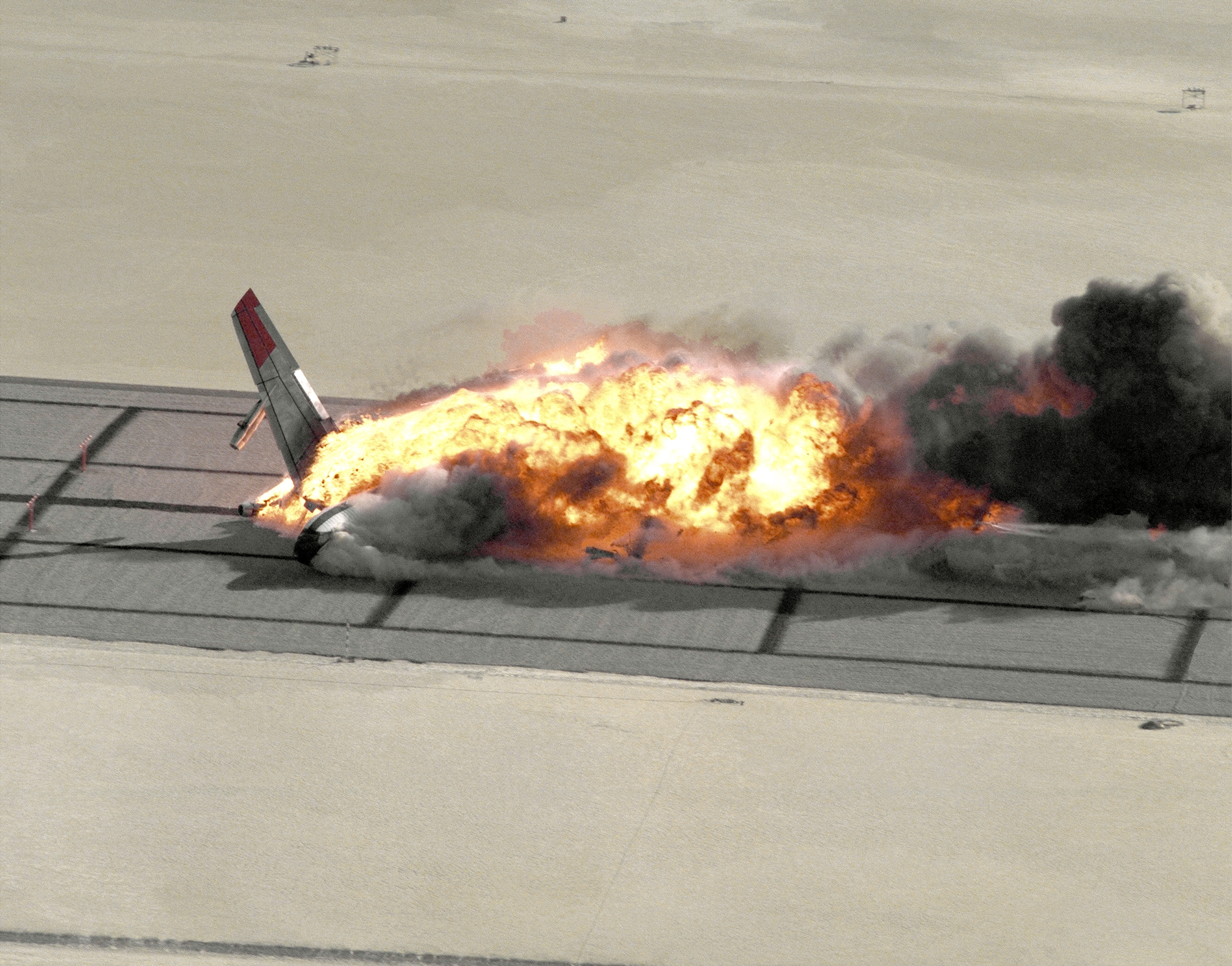
После удара 2
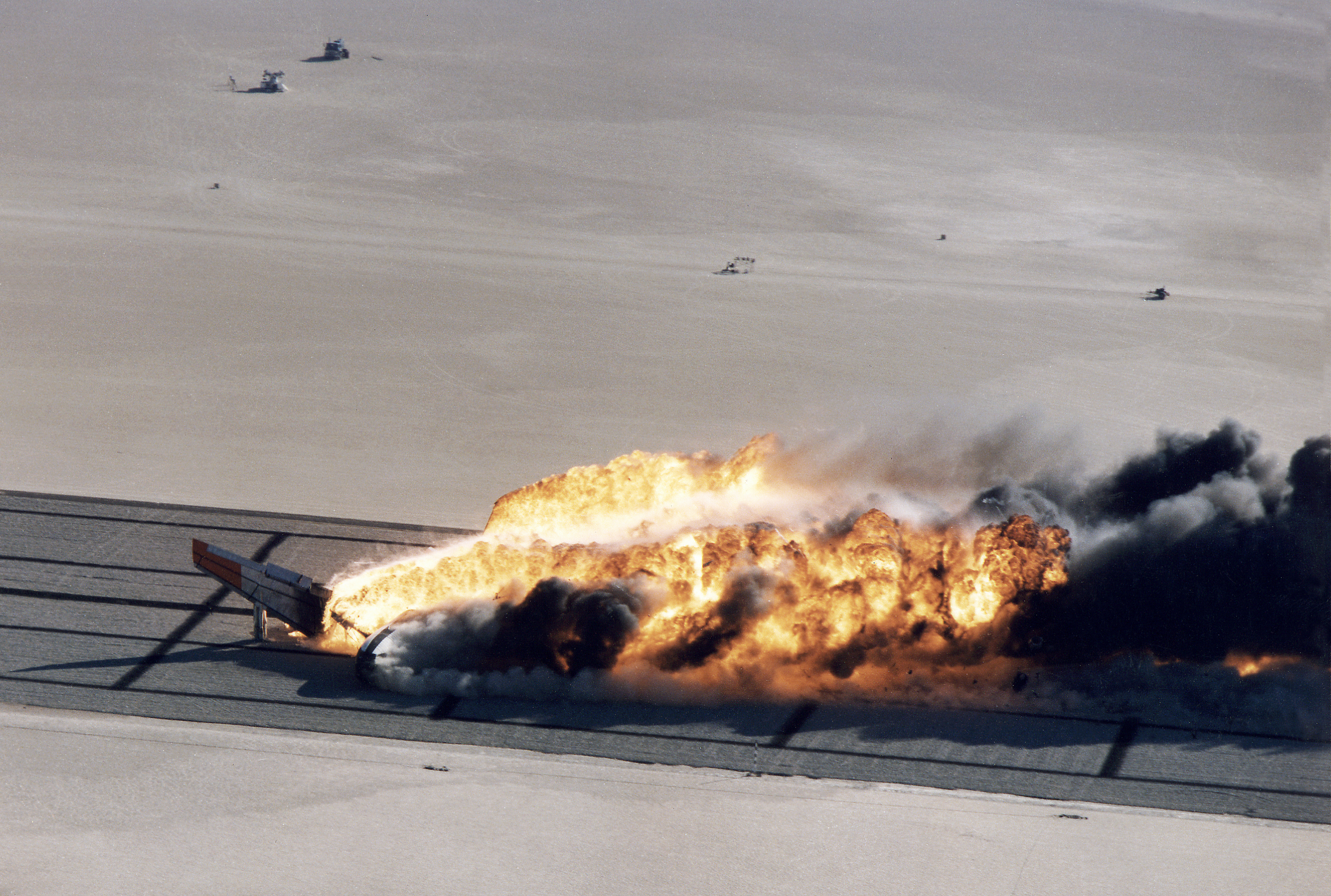
После удара 3
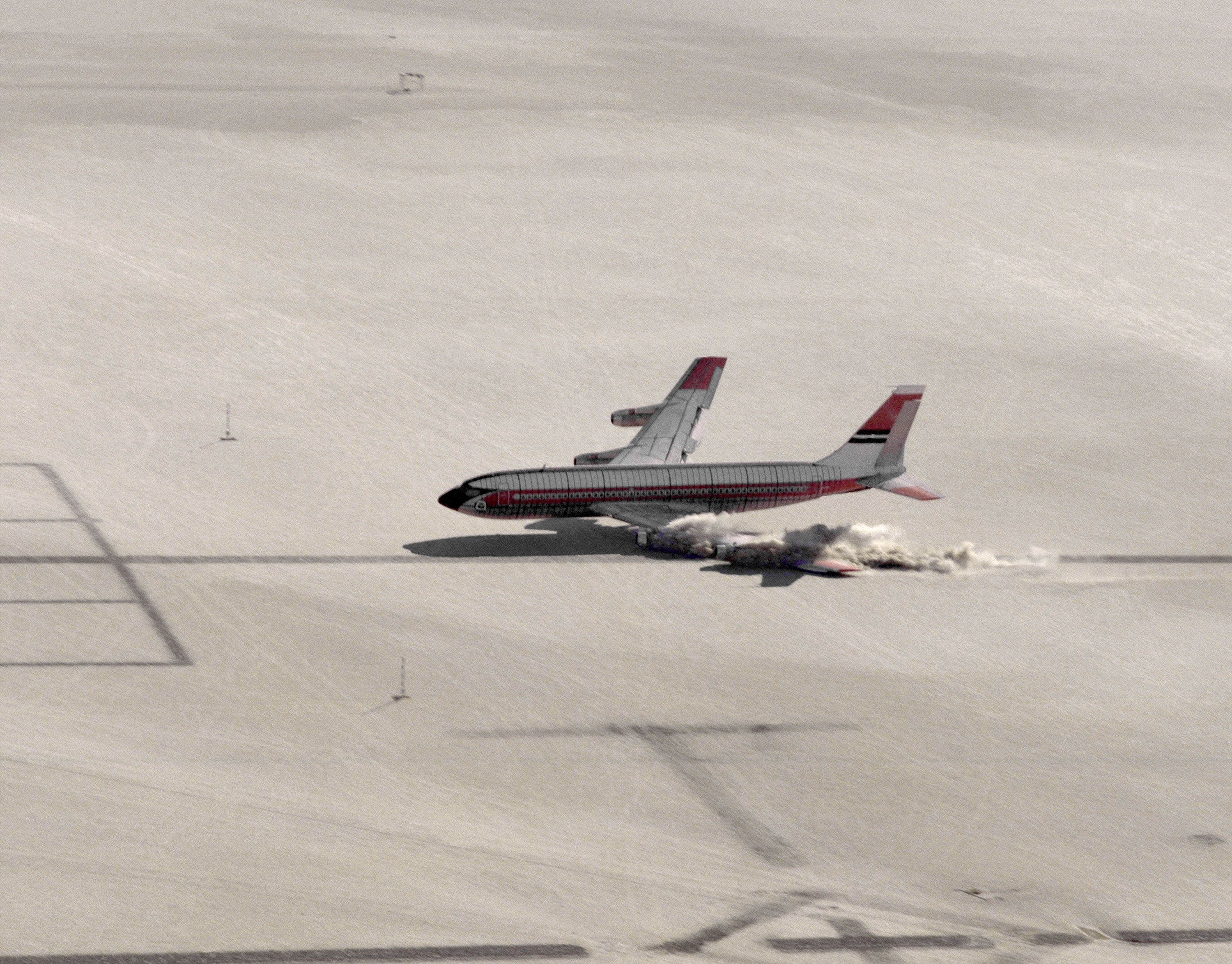
Момент касания
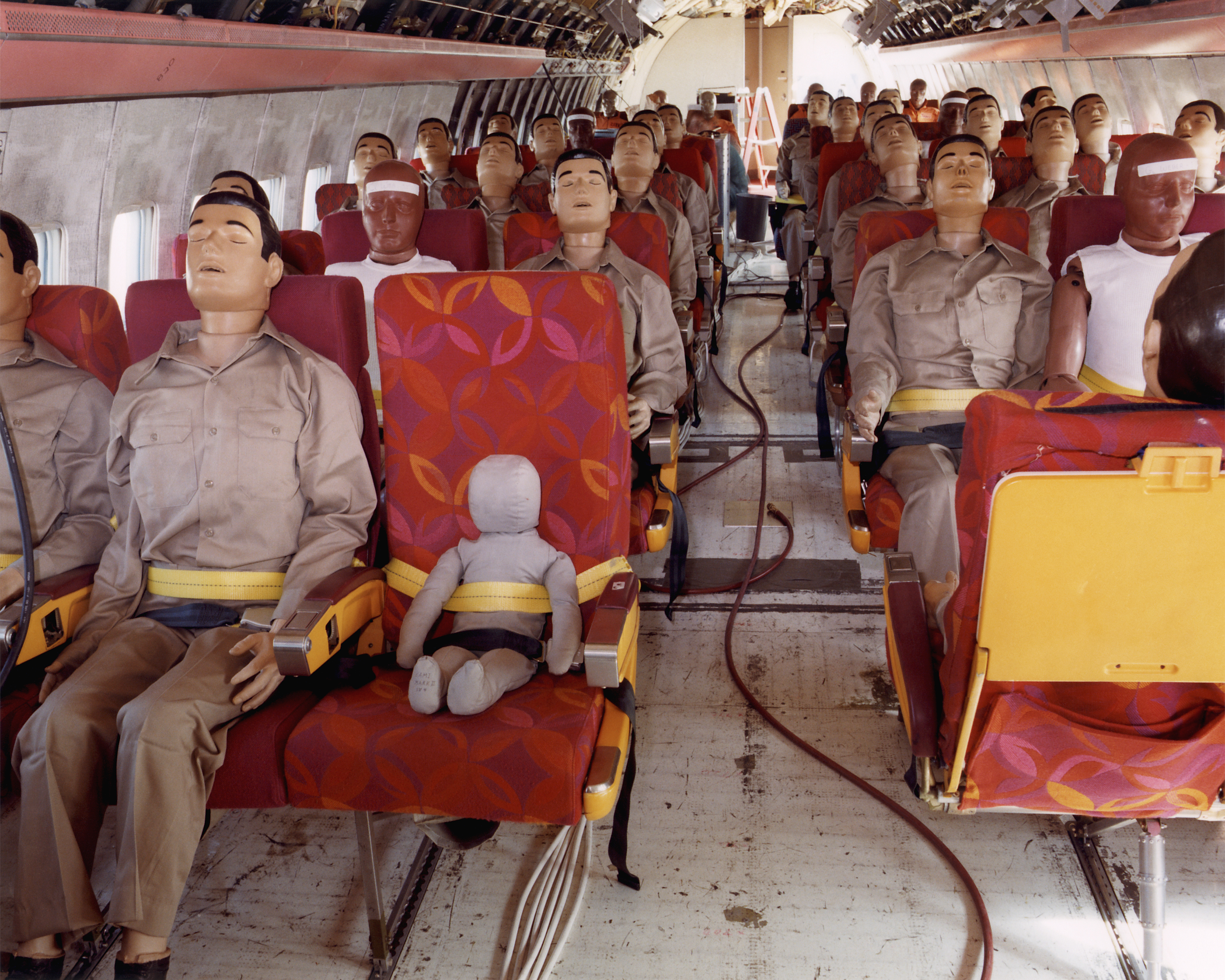
Манекен для крэш-тестов

- Демонстрация контролируемого удара, декабрь 1984 года.
- Общая последовательность
- Препятствия для разрезания крыла
- Вид с камеры на хвосте